# Ryuolivier Iwamoto
Ryuolivier Iwamoto ((岩元 颯オリビエ Iwamoto Ryuolivier?, nacido el 3 de abril de 1996 en Kagoshima) es un futbolista japonés que se desempeña como delantero.

## Trayectoria

### Clubes
| Club               | País  | Año         |
| ------------------ | ----- | ----------- |
| Júbilo Iwata       | Japón | 2015 - 2016 |
| J. League sub-22   | Japón | 2015        |
| Vanraure Hachinohe | Japón | 2016        |
| Gainare Tottori    | Japón | 2017        |

## Estadística de carrera

### J. League
| Club             | Año   | J. League | J. League | Copa J. League | Copa J. League | Total | Total |
| Club             | Año   | Part.     | Goles     | Part.          | Goles          | Part. | Goles |
| ---------------- | ----- | --------- | --------- | -------------- | -------------- | ----- | ----- |
| Júbilo Iwata     | 2015  | 0         | 0         | -              | -              | 0     | 0     |
| Júbilo Iwata     | 2016  | 0         | 0         | 0              | 0              | 0     | 0     |
| J. League sub-22 | 2015  | 12        | 0         | -              | -              | 12    | 0     |
| Gainare Tottori  | 2017  | 24        | 4         | -              | -              | 24    | 4     |
| Total            | Total | 36        | 4         | 0              | 0              | 36    | 4     |